# Les Macloma
Les Macloma sont une compagnie de clowns français qui se sont produits durant plus de trente ans, de 1974 à 2006, à travers le monde (Europe, Amérique du Nord et du Sud, Afrique, Asie).

## Historique
L’histoire des Macloma commence au Centre universitaire de Vincennes en 1972, où cinq étudiants inscrits aux cours de pratique théâtrale et d’arts plastiques décident de travailler ensemble en présentant des sketchs. L' époque est au théâtre d'improvisation et à la « création collective ». Parmi eux, Guy Pannequin (1949-2020), Philippe Azoulay et Alain Catonné (tous deux nés en 1951) formeront assez vite un trio.
Devant s’initier au masque, au clown et à la marionnette, le groupe devient ainsi les Macloma.
Leur rencontre en 1975 avec Dario Fo, futur prix Nobel de littérature, s’avère décisive. Il les invite à jouer à la Palazzina Liberty de Milan. En janvier 1976, il écrira à leur sujet : « J’ai eu la chance de travailler avec de vrais clowns. Eh bien, les Macloma sont de vrais clowns ! Ils savent avoir de l’agressivité jusque dans la douceur, ils sont d’une violence tout sucre et d’une truculence tout miel, .
En 1976 , invités à la Cartoucherie par le Théâtre de l'Aquarium, ils créent Hérozéro. L'année suivante ils font leur première tournée européenne (Benelux, Allemagne et Italie).
En 1978, le ministre de la Culture Michel Guy leur alloue une petite subvention, la première à une compagnie de clowns.
En 1979, ils créent Darling Darling chez Dario Fo à Milan et ils sont invités par le Théâtre du Soleil d'Ariane Mnouchkine à poser leur chapiteau à la Cartoucherie.
En 1982, le ministère de la Culture, co-finance la restauration sur l'ancien Boulevard du crime de l’historique théâtre Déjazet, dont ils prennent la direction. Ils y resteront trois ans.
En 1983, Jack Lang, salue « la prochaine arrivée à Tokyo des clowns Macloma qui vont faire découvrir au public japonais son aspect original et populaire, dans la tradition théâtrale de l’Occident et en particulier de la France ».
En 1990, le spectacle Trio créé au Festival Off d' Avignon et repris dans deux salles parisiennes est celui qui rencontrera le plus de succès (plus de 400 représentations dans le monde),.
En 1994, ils créent le spectacle On mourira jamais  au Théâtre du Rond-Point à Paris. Ce spectacle est adapté de la pièce de Matei Vișniec Petit boulot pour vieux clowns.
En 1996, le Cirque du Soleil les engage pour créer des numéros de clowns pour le spectacle Quidam. Jusqu'en 2004, ils donnent 1 500 représentations en Amérique du Nord, en Europe et au Japon.
Le dernier spectacle des Macloma, Classics, est créé en 2005 à l'Université Paris-VIII qui les avait vus débuter 33 ans auparavant. Après une tournée européenne, leurs adieux à la scène ont lieu le 11 août 2006 à l'Opéra-Théâtre de Clermont-Ferrand.
En février 2023 Bernard Bénech qui  a été professeur à l'Université de Paris VIII et qui a participé à plusieurs créations des Macloma depuis 1973, a publié un livre retraçant leur carrière, consultable sur le site : https://www.assezvu.com/?Les-Macloma .

## Des clowns au théâtre
Comme les Colombaioni avant eux, les Macloma ont été influencés par leur rencontre avec Dario Fo. C'est pourquoi jusqu’en 1996, l’essentiel de leur carrière se joue au théâtre, sur le plateau d’une scène frontale. Ils ne viennent pas, comme au cirque, faire leur numéro pour servir d’intermède entre les acrobates et le dompteur, mais jouer une pièce de théâtre sans texte, avec des cris, des borborygmes, des tirades en grommelot, « des gestes et des facéties ». La tradition du théâtre de Foire reprend vie, où les dialogues étaient interdits aux comédiens. La comédie clownesque, inventée au début du XXe siècle par Foottit et Chocolat et par les Fratellini, au langage universel, devient une nouvelle catégorie de spectacle baptisée «théâtre du geste» dans le Guide du Festival d’Avignon en 1971. L' objectif de ces clowns n'est pas seulement de divertir le public. Ils se moquent également d'eux-mêmes et pratiquent l'humour aux dépens de la société. Darling Darling parle des rapports entre les hommes et les femmes. Dans Hérozéro, ils démythifient les héros des temps modernes. Délimélo, leur pièce la plus politique, traite de police et de justice.

## Au Cirque du Soleil
Après plus de vingt ans sur les plateaux de théâtre, les Macloma reprennent la tradition des entrées clownesques dans l'espace circulaire de la piste du Cirque du Soleil. Ils imaginent  trois clowns traditionnels « à l'ancienne » (le clown blanc, l' auguste et le contre-pitre) qui viennent contrecarrer l' ordonnancement magique du spectacle Quidam et sa technologie de pointe. Ils s'y produiront huit années à travers le monde, dont une saison entière à  Los Angeles.

## Spectacles
- 1974 : Premier spectacle, Macloma, au Théâtre Mouffetard à Paris[27] ;
- 1975 : Tournée en Italie et rencontre avec Dario Fo à Milan ;
- 1976 : Création de Hérozéro au Théâtre de l’Aquarium à la Cartoucherie  (Paris)[7]. Représentations aux Festivals d’Avignon Off, de Nancy[28] et au Festival Sigma de Bordeaux[29], puis tournée en Italie, Turin, Milan, Rome, Florence[9] ainsi qu’à Bruxelles[30] et Amsterdam[8] ;
- 1977 : Création de Délimélo toujours au Théâtre de l’Aquarium[31], puis tournées en France, Benelux[32], Suisse, Allemagne et Algérie ;
- 1979 : Création de Darling Darling chez Dario Fo à Milan[11],[33],[34]. Reprise à Paris (Cartoucherie). Deux cents représentations en Europe, Afrique du Nord et Asie[12],[35],[36],[37] ;
- 1982 : Création de Varieta à Paris, au Théâtre Déjazet dont les Macloma assurent la direction ;
- 1983 : Tournée de Varieta en Europe et reprise de Darling Darling au Théâtre Déjazet. Tournées au Japon, en Corée du Sud et aux États-Unis[38],[39],[40] ;
- 1984 : Création de QQQ au Théâtre Déjazet[41] ;
- 1985 : Création au Théâtre Déjazet de Fast & Food au théâtre, en duo (Philippe Azoulay, Alain Catonné). Tournées en France et en Espagne[42] ;
- 1986 : Création de La Repasseuse en solo (Guy Pannequin), au Théâtre des Amandiers dans le XXe arrondissement de Paris. Reprise à Avignon[43]. Tournée sud-américaine et africaine ;
- 1987 : Création de Qui a tué Oscar Clap ? avec Azoulay, Catonné et des artistes invités. Co-production avec Les Folies Dramatiques au Théâtre de la Tempête. Tournée en France et à Avignon ;
- 1989 : Création d’Imbroglio à Briançon avec Guy Pannequin et des artistes invités. Tournée en France. Reprise au Théâtre de la Plaine à Paris ;
- 1990 : Création de Trio au Festival d’Avignon Off avec le trio des Macloma reconstitué. Comédie clownesque qui sera jouée plus de 400 fois un peu partout dans le monde ;
- 1991 : Trio, un mois au Théâtre du Ranelagh, puis trois mois au Théâtre Tristan Bernard à Paris[44],[16],[15],[45] ;
- 1992-93 : Nouvelle version de Trio aux festivals d’Avignon Off et d’Edimbourg[46]. Tournées en France et en Europe[47]. Trente représentations à Barcelone[48] ;
- 1994-95 : Création d'On mourira jamais d’après la pièce de Matei Visniec, Petit boulot pour vieux clown, mise en scène d’Alexandre Tocilescu, au Théâtre du Rond-Point[17],[49],[50],[51]. Tournées en France et en Europe. Festival d'Avignon Off 1995[17] ;
- 1996-97 : Tournée nord-américaine du Cirque du Soleil avec Quidam, un spectacle conçu par Franco Dragone pour lequel les Macloma écrivent trois numéros. Cinq cents représentations, Montréal, Québec, Toronto, Los Angeles, San Francisco[52] ;
- 1997 :  Création au Théâtre du Ranelagh de Et les éléphants? , nouvelle version de On mourira jamais inspirée de leur expérience de la piste au Cirque du Soleil ;
- 1999-2002 : Tournée européenne du Cirque du Soleil avec six cents représentations de  Quidam[1],[53],[18], à  Amsterdam[54], Madrid[55], Barcelona, Valence, Bilbao[56], Vienne[57], Manchester, Londres[58] ;
- 2002 : Deuxième tournée nord-américaine du Cirque du Soleil : Miami, Charlotte, Pittsburgh, Cleveland, Tampa ;
- 2003-2004 : Tournée japonaise du Cirque du Soleil avec deux cent cinquante représentations de Quidam[18] ;
- 2004-2006 : Création de Classics à l'Université Paris-VIII, spectacle reprenant les sketchs les plus marquants de leur répertoire. Tournées en Espagne, en France et en Allemagne[59].